# Pteris shimianensis
Pteris shimianensis là một loài thực vật có mạch trong họ Pteridaceae. Loài này được (Ching in Ching & S. H. Wu) H.S. Kung miêu tả khoa học đầu tiên năm 1988.